# Heliophanus kenyaensis
Heliophanus kenyaensis là một loài nhện trong họ Salticidae.
Loài này thuộc chi Heliophanus. Heliophanus kenyaensis được Wanda Wesołowska miêu tả năm 1986.